# ジョージ・モンクトン＝アランデル (第6代ゴールウェイ子爵)

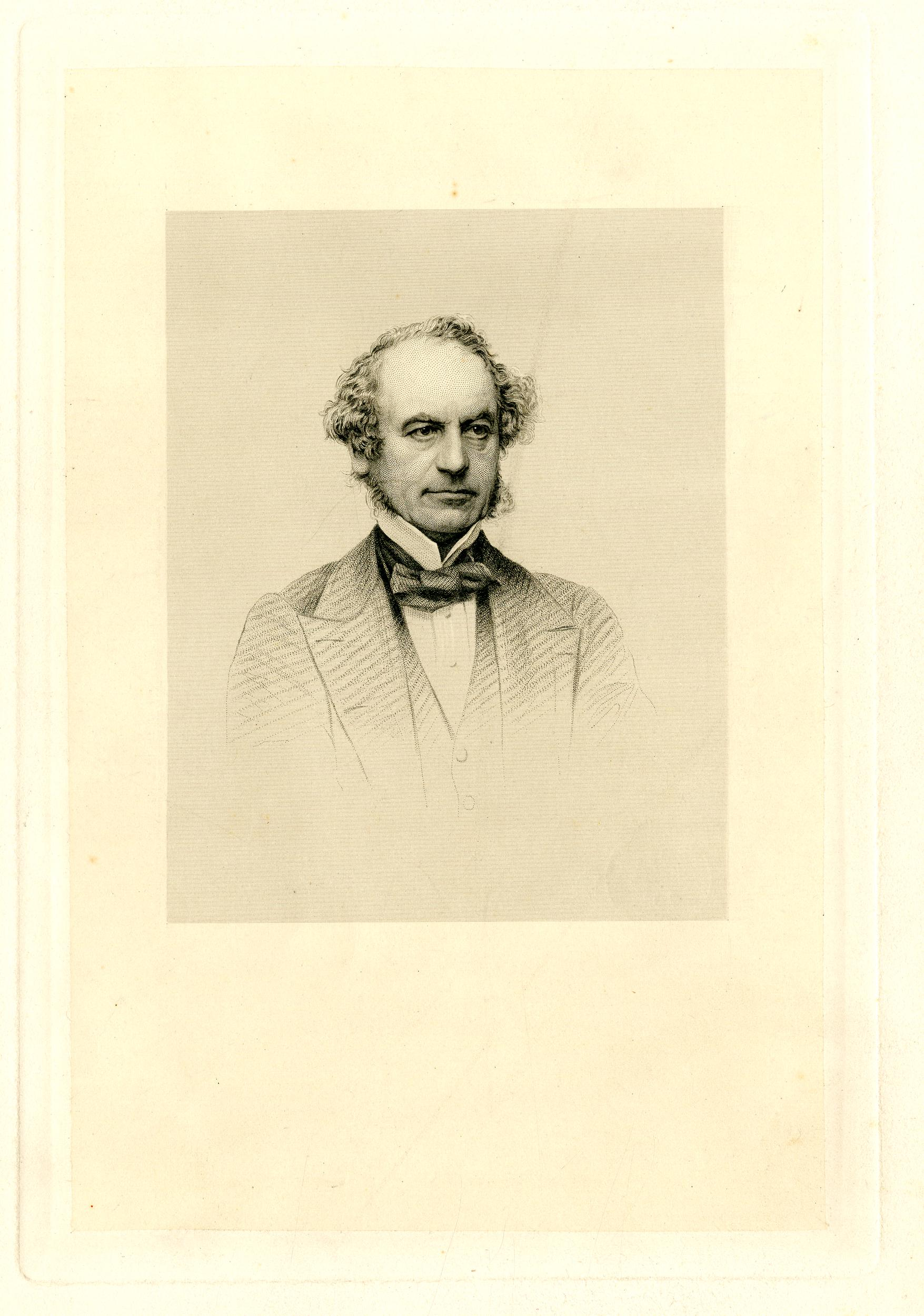
第6代ゴールウェイ子爵の肖像画、1870年。

第6代ゴールウェイ子爵ジョージ・エドワード・アランデル・モンクトン＝アランデル（英語: George Edward Arundell Monckton-Arundell, 6th Viscount Galway、1805年3月1日 – 1876年2月6日）は、イギリスの政治家、アイルランド貴族。保守党に所属し、1847年から1876年まで庶民院議員を務め、1852年の第1次ダービー伯爵内閣では侍従たる議員を務めた。

## 生涯
第5代ゴールウェイ子爵ウィリアム・ジョージ・モンクトン＝アランデルと妻キャサリン・エリザベス（Catherine Elizabeth、旧姓ハンドフィールド（Handfield）、1783年9月8日 – 1862年4月7日、ジョージ・ハンドフィールドの娘）の息子として、1805年3月1日にチェシャーのナッツフォードで生まれた。ハーロー校で教育を受けた後、1824年4月30日にオックスフォード大学クライスト・チャーチに入学、1827年にB.A.の学位を修得した。
1834年2月2日に父が死去すると、ゴールウェイ子爵位を継承した。
1847年イギリス総選挙で保守党候補としてイースト・レッドフォード選挙区から出馬、無投票で当選した。以降1852年、1857年、1859年、1865年、1868年、1874年の総選挙でも無投票で再選、1876年に死去するまで庶民院議員を務めた。
第1次ダービー伯爵内閣において、1852年3月2日に侍従たる議員に任命され、内閣の崩壊に伴い1853年1月に辞任した。
1876年2月6日にノッティンガムシャーのセールビー・ホールで死去、息子ジョージ・エドマンド・ミルンズが爵位を継承した。

## 家族
1838年4月25日、ヘンリエッタ・イライザ・ミルンズ（Henrietta Eliza Milnes、1814年6月30日 – 1891年9月10日、ロバート・ペンバートン・ミルンズの娘）と結婚、1男をもうけた。
- ジョージ・エドマンド・ミルンズ（英語版）（1844年11月18日 – 1931年3月7日） - 第7代ゴールウェイ子爵[6]